# Factor de forma (placa mare)

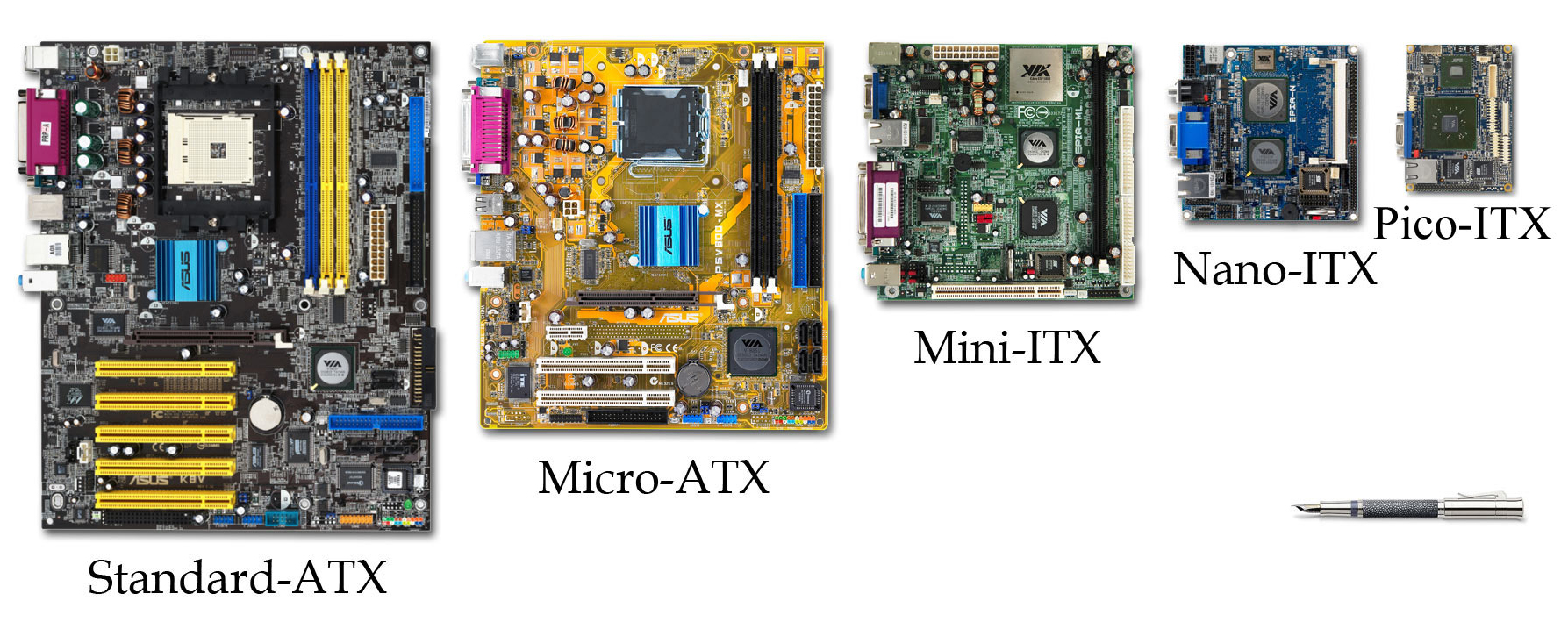

Factor de forma d'ordinador (computer form factor o CFF en anglès) són uns estàndards que defineixen algunes característiques físiques de les plaques base per a ordinador personal.

## Motivació
Un ordinador personal es compon de diverses peces independents entre si. Per exemple, la placa mare, la caixa, la font d'alimentació, etc. Cadascun d'aquests components és proporcionat per un fabricant independent. Si no hi ha un acord mínim entre aquests fabricants, no seria possible la interoperabilitat d'aquests components. Per exemple, una placa base podria no entrar físicament en la carcassa, o l'endoll d'una font d'alimentació podria ser incompatible amb el corresponent connector de la placa base.

## Per a què serveix
Un factor de forma defineix característiques molt bàsiques d'una placa base perquè pugui integrar-se a la resta d'ordinador, almenys, física i elèctricament. Naturalment, aquest no és suficient per garantir la interconnexió de dos components, però és el mínim necessari. Les característiques definides en un factor de forma són:
- La forma de la placa base: quadrada o rectangular.
- Les seves dimensions físiques exactes: ample i llarg.
- La posició dels ancoratges. És a dir, les coordenades on se situen els cargols.
- Les àrees on se situen certs components. En concret, les ranures d'expansió i els connectors de la part posterior (per teclat, ratolí, USB, etc.)
- La forma física del connector de la font d'alimentació.
- Les connexions elèctriques de la font d'alimentació, és a dir, quants cables requereix la placa base de la font d'alimentació, els seus voltatges i la seva funció.

## Estàndards
Fins a la data s'han definit (i comercialitzat) diversos factors de forma. Aquests evolucionen a mesura que els components tenen més requeriments d'interoperabilitat. Els més importants són:
- ATX. El més estès avui dia.[4]
- microATX.
- Mini-ITX, Nano-ITX i Pico-ITX. Formats molt reduïts de VIA Technologies.
- BTX. Proposta d'Intel per substituir l'ATX.

Els factors de forma de dimensions reduïdes han cobrat protagonisme en la construcció de barebones i HTPCs.